# Jiří Lehečka
Jiří Lehečka (* 8. November 2001 in Mladá Boleslav) ist ein tschechischer Tennisspieler.

## Karriere
Lehečka spielte bis 2019 auf der ITF Junior Tour. Dort konnte er mit Rang 10 seine höchste Notierung in der Jugend-Rangliste erreichen. Sein bestes Abschneiden bei einem Grand-Slam-Turnier gelang ihm im Einzel 2019 bei den Australian Open und den US Open jeweils mit dem Viertelfinale. Im Doppel war er noch erfolgreicher und gewann Mitte 2019 mit seinem Landsmann Jonáš Forejtek den Titel in Wimbledon. Zwei Monate später erreichte er bei den US Open nochmal das Doppel-Viertelfinale.
Bei den Profis spielte Lehečka ab 2018, zunächst vor allem auf der ITF Future Tour. In diesem Jahr konnte er im Einzel und Doppel jeweils sein erstes Finale erreichen. 2019 stand er neben einem weiteren Finale auch in seinem ersten Achtelfinale auf der ATP Challenger Tour in Ostrava. Im Doppel zog er gleich bei seinem ersten Challenger-Turnier in Prostějov an der Seite von Jiří Veselý ins Finale ein. Ende 2019 gab er sein Debüt für die tschechische Davis-Cup-Mannschaft in der Begegnung gegen Bosnien, in der Lehečka das Doppel zwar verlor, aber sein Team dennoch die Partie gewann. Ende des Jahres stand er in Einzel und Doppel jeweils unter den Top 650 der Tennisweltrangliste. 2020 gelang dem Tschechen beim Turnier in Prostějov erstmals der Einzug ins Halbfinale eines Challengers. Auf dem Weg gewann er gegen drei Spieler der Top 200 – gegen die Nummer 175 Filip Horanský etwa mit 6:1 und 6:1 sehr deutlich. In der durch Covid-19 verkürzten Saison stand er zudem in zwei Future-Finals im Einzel, wovon er eines gewann. Im Einzel schloss er das Jahr auf Platz 351 ab.
2021 konnte er einen großen Sprung in der Weltrangliste machen. Bei Futures spielte bis Mitte des Jahres noch Turniere und konnte dabei zwei von vier Finals im Einzel gewinnen, im Doppel kam ein weiterer Titel dazu. Durch die Erfolge und die damit höhere Position konnte er fortan bei Challengers spielen. Anfangs gelang ihm im Einzel aus der Qualifikation startend in St. Petersburg ein Halbfinaleinzug sowie in Bratislava und Salzburg jeweils ein Viertelfinaleinzug, wodurch er kurz vor dem Einzug in die Top 250 stand. Mit Federico Coria besiegte er zudem seinen ersten Spieler der Top 100. In Tampere und Posen stand er im Juli 2021 jeweils im Finale und gewann ersteres. Bei der Qualifikation zu den US Open unterlag Lehečka erst in der letzten Runde Cem İlkel. Bis Ende 2021 stand er noch im Endspiel von Bukarest (Sieg gegen Horanský) und Pau (Niederlage gegen Radu Albot). Im Doppel gewann er alle drei Endspiele, die er in diesem erreichte – zwei davon mit Zdeněk Kolář und eines mit Vít Kopřiva. Ende des Jahres spielte er bei den Davis Cup Finals, doch verlor beide Matches. 2022 begann ebenfalls erfolgreich, indem der Tscheche sich erfolgreich durch drei Siege in der Qualifikation für die Australian Open qualifizierte. Dort gewann er gegen den favorisierten Grigor Dimitrow immerhin einen Satz. Bis dato größter Erfolg war der Einzug ins Halbfinale von Rotterdam, in das er sich ebenfalls erst durch die Qualifikation gekämpft hatte. Mit Denis Shapovalov besiegte er die Nummer 12 der Welt in der ersten Runde. Er verlor letztlich gegen Stefanos Tsitsipas. Dadurch zog er erstmals in die Top 100 der Welt ein. Im Doppel trat er in diesem Jahr bei weniger Turnieren an und konnte mit Rang 214 sein höchstes Ranking erreichen.
Sein erster Sieg bei einem Grand-Slam-Turnier gelang Lehečka in der ersten Runde des Australian Open 2023, wo er gegen den Kroaten Borna Ćorić in drei Sätzen erfolgreich war. Anschließend besiegte er den Amerikaner Christopher Eubanks. In der dritten Runde war er in fünf Sätzen gegen den als Nr. 11 gesetzten Briten Cameron Norrie erfolgreich. Im Achtelfinale besiegte Lehečka auch die Nr. 7 der Weltrangliste, den Kanadier Félix Auger-Aliassime in vier Sätzen, die beiden letzten Sätze jeweils im Tie-Break. Sein bestes Ranking in der Tennisweltrangliste der ATP erreichte Lehečka mit Platz 37 im Februar 2023.
Am 13. Januar 2024 errang Lehečka beim Turnier Adelaide International 2024 seinen ersten ATP-Titel. Im Finale besiegte er den Briten Jack Draper in drei Sätzen.

## Erfolge
| Legende (Anzahl der Siege) |
| Grand Slam                 |
| ATP Finals                 |
| ATP Tour Masters 1000      |
| ATP Tour 500               |
| ATP Tour 250 (2)           |
| ATP Challenger Tour (6)    |

| ATP-Titel nach Belag |
| Hartplatz (2)        |
| Sand (0)             |
| Rasen (0)            |

### Einzel

#### Turniersiege

##### ATP Tour
| Nr. | Datum           | Turnier  | Belag     | Finalgegner   | Ergebnis      |
| --- | --------------- | -------- | --------- | ------------- | ------------- |
| 1.  | 13. Januar 2024 | Adelaide | Hartplatz | Jack Draper   | 4:6, 6:4, 6:3 |
| 2.  | 5. Januar 2025  | Brisbane | Hartplatz | Reilly Opelka | 4:1 aufgg.    |

##### ATP Challenger Tour
| Nr. | Datum              | Turnier  | Belag | Finalgegner            | Ergebnis      |
| --- | ------------------ | -------- | ----- | ---------------------- | ------------- |
| 1.  | 25. Juli 2021      | Tampere  | Sand  | Nicolás Kicker         | 5:7, 6:4, 6:3 |
| 2.  | 26. September 2021 | Bukarest | Sand  | Filip Horanský         | 6:3, 6:2      |
| 3.  | 7. August 2022     | Liberec  | Sand  | Nicolás Álvarez Varona | 6:4, 6:4      |

#### Finalteilnahmen

##### ATP Tour
| Nr. | Datum            | Turnier       | Belag         | Finalgegner           | Ergebnis       |
| --- | ---------------- | ------------- | ------------- | --------------------- | -------------- |
| 1.  | 26. August 2023  | Winston-Salem | Hartplatz     | Sebastián Báez        | 4:6, 3:6       |
| 2.  | 20. Oktober 2024 | Antwerpen     | Hartplatz (i) | Roberto Bautista Agut | 5:7, 1:6       |
| 3.  | 22. Juni 2025    | London        | Rasen         | Carlos Alcaraz        | 5:7, 7:65, 2:6 |

##### Next Generation ATP Finals
| Nr. | Datum             | Turnier | Belag         | Finalgegner       | Ergebnis        |
| --- | ----------------- | ------- | ------------- | ----------------- | --------------- |
| 1.  | 12. November 2022 | Mailand | Hartplatz (i) | Brandon Nakashima | 3:45, 3:46, 2:4 |

### Doppel

#### Turniersiege
| Nr. | Datum            | Turnier | Belag         | Partner      | Finalgegner                       | Ergebnis         |
| --- | ---------------- | ------- | ------------- | ------------ | --------------------------------- | ---------------- |
| 1.  | 26. Juni 2021    | Mailand | Sand          | Vít Kopřiva  | Dustin Brown Sam Weissborn        | 6:4, 6:0         |
| 2.  | 31. Juli 2021    | Posen   | Sand          | Zdeněk Kolář | Karol Drzewiecki Aleksandar Vukic | 6:4, 3:6, [10:5] |
| 3.  | 6. November 2021 | Bergamo | Hartplatz (i) | Zdeněk Kolář | Lloyd Glasspool Harri Heliövaara  | 6:4, 6:4         |

#### Finalteilnahmen
| Nr. | Datum          | Turnier  | Belag     | Partner      | Finalgegner                 | Ergebnis          |
| --- | -------------- | -------- | --------- | ------------ | --------------------------- | ----------------- |
| 1.  | 25. Juni 2023  | London   | Rasen     | Taylor Fritz | Ivan Dodig Austin Krajicek  | 4:6, 7:65, [3:10] |
| 2.  | 5. Januar 2025 | Brisbane | Hartplatz | Jakub Menšík | Julian Cash Lloyd Glasspool | 3:6, 7:62, [6:10] |

## Abschneiden bei Grand-Slam-Turnieren

### Einzel
| Turnier         | 2021 | 2022 | 2023 | 2024 | 2025 | Karriere |
| --------------- | ---- | ---- | ---- | ---- | ---- | -------- |
| Australian Open | —    | 1    | VF   | 2    | AF   | VF       |
| French Open     | —    | 1    | 2    | —    | 3    | 3        |
| Wimbledon       | —    | 1    | AF   | —    | 2    | AF       |
| US Open         | Q3   | 1    | 1    | 3    |      | 3        |

Zeichenerklärung: S = Turniersieg; F, HF, VF, AF = Einzug ins Finale / Halbfinale / Viertelfinale / Achtelfinale; 1, 2, 3 = Ausscheiden in der 1. / 2. / 3. Hauptrunde; Q1, Q2, Q3 = Ausscheiden in der 1. / 2. / 3. Qualifikationsrunde; nicht ausgetragen